# Горна Каранска пещера
Горна Каранска пещера е пещера в община Борино, област Смолян. Намира се в близост до село Ягодина.

## Обща информация
Дължината на пещерата е 96 m, а общата денивелация – 20 m. Пещерата е стара, което се потвърждава от големите сталактони. Те я разделят на преддверие и централна част. В нея се срещат калцитни кристали – хелектити. По време на шестата Международна пещерна експедиция се установява една отличителна особеност на пещерата – блокажът в южната ѝ част е гравитационен и по-млад от този в северната ѝ част, който има тектонски произход. Установено е, че кристализацията на вторичните образувания е преминала през два етапа. При първия, от разтвори с по-ниска температура и по-бедни на минерални вещества, изкристализирал калцит. При втория етап от по-топлите разтвор, наситени с по-богати вещества, е иизкристализирал арагонитът. В тях участва и стронций. Този етап протича след образуването на гравитационния блокаж.

## История
Под навеса, който се намира непосредствено в началото на двата входа на пещерата, са открити огнище и парчета от тракийска керамика от старожелязната епоха.

## Биологично разнообразие
Пещерата се обитава от застрашени видове прилепи, които са обект на опазване.